# 1747

## Esdeveniments
Països Catalans
Resta del món

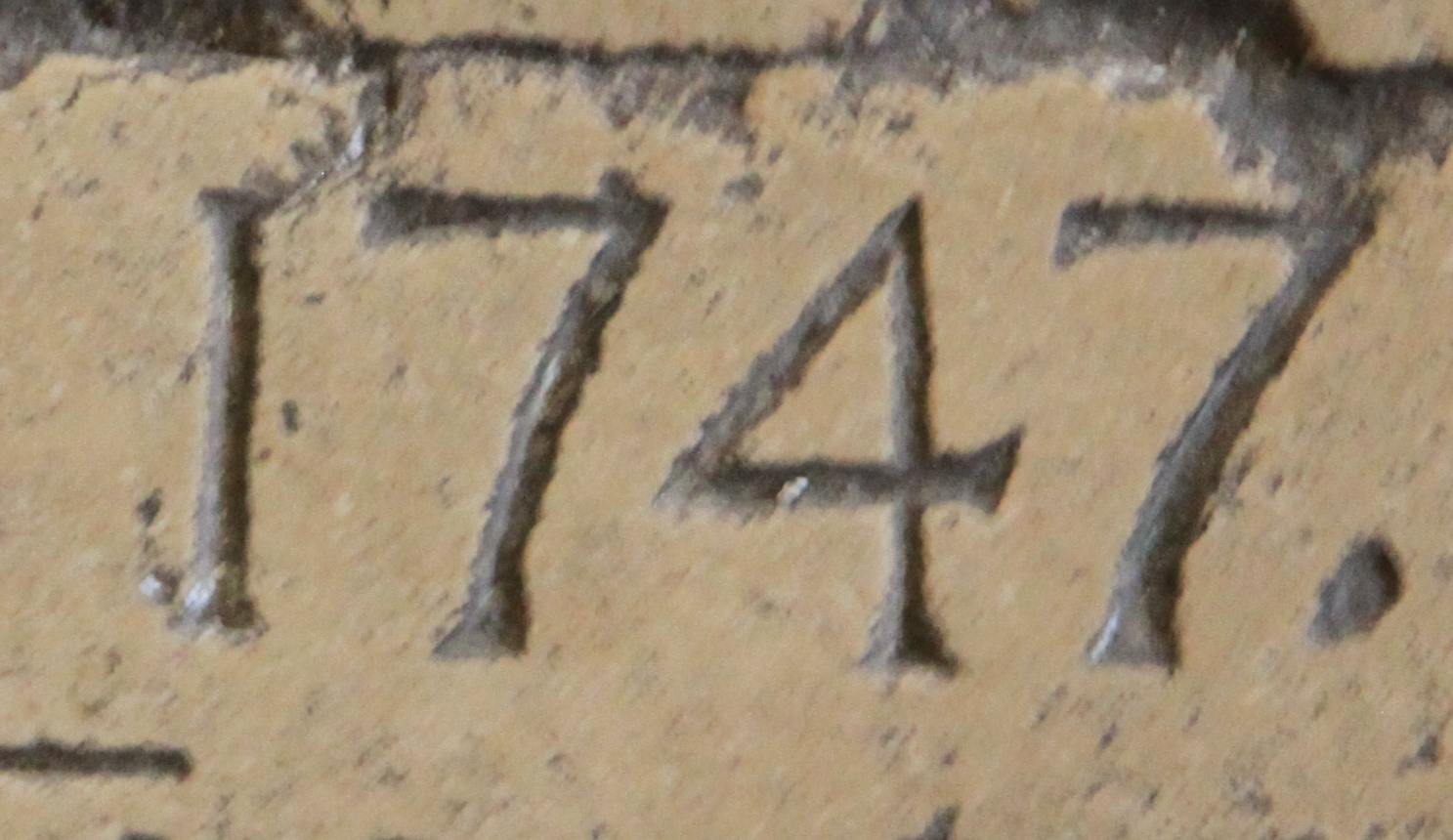
Làpida del monestir de Sant Pere de Besalú

- 9 d'abril: El jacobita escocès Simon Fraser, 11è Lord Lovat, és decapitat a la Torre de Londres, per alta traïció, essent la darrer persona executada d'aquesta forma al Regne Unit.[1]
- 2 de juliol, Riemst, Principat de Lieja: els francesos guanyen la batalla de Lafelt durant la guerra de Successió Austríaca.

## Naixements
Països Catalans
- febrer - Sabadell: Narcís Casanoves i Bertran, compositor i organista català.
- Abril, Santpedor, bisbat de Vic: Antoni Vila, jesuïta i hel·lenista.

Resta del món
- 19 de gener, Hamburg: Johann Elert Bode, astrònom alemany.
- 2 de juliol, Abbeville: Rose Bertin, modista francesa del segle xviii, modista privada de Maria Antonieta (m. 1813).[2]

## Necrològiques
Països Catalans
- 18 de gener: Antoni Literes i Carrión, compositor mallorquí.
- 2 de febrer - Barcelona: Francesc Valls i Galan, un dels màxims exponents de la música barroca a Catalunya.

Resta del món
- 9 de juliol: Giovanni Bononcini, compositor i violoncel·lista italià.
- Sébastien Ennelin, compositor francès.
- 14 d'octubre: Amaro Pargo, corsari espanyol (n. 1678).